# Анна Пржемысловна
Анна Пржемысловна, также известная как Анна Чешская (чеш. Anna Přemyslovna, пол. Anna Przemyślidka; 15 октября 1290, Прага — 3 сентября 1313, Лайбах) — королева Чехии. Старшая выжившая дочь короля Чехии Вацлава II и его первой жены Юдиты Габсбург.

## Жизнь
В 1306 году Анна вышла замуж за Генриха Хорутанского, сына Мейнхарда II, герцога Каринтии.
После убийства в 1306 году брата Анны, Вацлава III, муж Анны был избран королём Чехии и титулярным королём Польши. Тем не менее их вскорости сверг Рудольф Габсбургский, женившийся на Эльжбете Рыксе, которая была мачехой Анны. Они бежали в Каринтию, чтобы спастись от нового короля. Рудольф умер через год, и в 1307 году Генрих и Анна снова стали королём и королевой Чехии.
Королевская чета обратила своё внимание на сестру Анны, Элишку. Элишка была не замужем, а Анна и Генрих по политическим причинам хотели, чтобы она вышла замуж за Оттона из Лобдабурга. Однако вместо этого Элишка вышла замуж за Иоганна Люксембургского. Этот брак рассорил сестёр.
К 1310 году Иоганн и Элишка заняли Прагу. Анна и Генрих были отправлены обратно в Каринтию в изгнание, где Анна и умерла бездетной в 1313 году. Генрих женился ещё дважды.